# Lydia Kath
Lydia Franziska Charlotte Kath (Ehename: Lydia Knop, auch: Lydia Knop-Kath, * 16. August 1906 in Virchow/Pommern; † 12. April 1978 in Köln) war eine deutsche Schriftstellerin.

## Leben
Lydia Kath promovierte 1931 an der Universität Frankfurt mit einer Arbeit über Wilhelm Raabe zum Doktor der Philosophie. Während der Zeit des Nationalsozialismus erschien von ihr im NS-Verlag „Junge Generation“ eine Reihe erzählender Werke, die 1946 in der Sowjetzone auf der ersten „Liste der auszusondernden Literatur“ standen. Ab Mitte der 1950er Jahre veröffentlichte Lydia Kath erfolgreiche Kinderbücher, von denen der Band Geschichten vom kleinen Michael eine Auflage von über 50.000 Exemplaren erzielte.
1935 heiratete Lydia Kath in Dramburg Hermann Theodor Knop (1903–1961). Sie starb 1978 im Alter von 71 Jahren in ihrer Wohnung in Köln-Bayenthal. Die Grabstätte der Eheleute befindet sich auf dem Kölner Südfriedhof.

## Werke
- Persönlichkeit und Dichtung des jungen Wilhelm Raabe im Hinblick auf seine Frauengestalten. Schwäbische Verlagsdruckerei, Dillingen 1931 (Diss. Frankfurt/M. 1931)
- Aud. Geschichte einer Wikingerfrau. Junge Generation, Berlin-Steglitz 1934
- Die Frau im altnordischen Volksleben. A. Bagel, Düsseldorf 1934 (Bagels Bücherei für deutsche Mädel) Digitalisat
- Jomsburg. Eine Wikingergeschichte. Junge Generation, Berlin-Steglitz 1934
- Der Bauernkanzler. Junge Generation, Berlin-Steglitz 1935
- Urmutter Unn. Geschichten um altnordische Frauen. Junge Generation, Berlin-Steglitz 1936
- Die Schwestern Hilge. Junge Generation, Berlin-Steglitz 1941
- Die Schultzen-Kathrin. Junge Generation, Berlin-Steglitz 1943
- Sisi und das Hamselkind. Thienemann, Stuttgart 1954 (Meine kleine Bücherei Bd. 25)
- Marianne sorgt für zwei. Ensslin & Laiblin, Reutlingen 1955
- Geschichten vom kleinen Michael. Ensslin & Laiblin, Reutlingen 1956
- Ein Vogel kam geflogen. Eine fröhliche Kinder- und Spatzengeschichte. Ensslin & Laiblin, Reutlingen 1957
- Sabinchen Kunterbunt. Boje-Verlag, Stuttgart 1958
- Hallo, kleiner Thomas! Boje-Verlag, Stuttgart 1959
- Der kleine Flötenspieler. Märchen und Geschichten aus Afrika. Ensslin & Laiblin, Reutlingen 1959
- Gras für die Königskamele. Ensslin & Laiblin, Reutlingen 1960
- Lydia Knop-Kath: Meisie in Südafrika. Schneider, München 1960 (Schneider-Buch)
- Lydia Knop-Kath: Dein Kind braucht Dich, Stuttgart 1963
- Weihnachten bei Theodor Storm. Kiefel, Wuppertal-Barmen 1965
- Mutter Anna. die wahre Geschichte eines tapfer gelebten Lebens. Kiefel, Wuppertal-Barmen 1966
- Die Weihnachtskunst der Rätin Goethe. Eine Erzählung. Kiefel, Wuppertal-Barmen 1966
- Kleiner Freund aus Griechenland. Engelbert-Verlag, Balve / Westf. 1969
- Frau Catharina Elisabeth Goethe|Rätin Goethe erzählt. Kiefel, Wuppertal-Barmen 1982 (Kiefel-Taschenbücher)

## Herausgeberschaft
- Wer das Kleine nicht ehrt … Stuttgart 1965 (herausgegeben unter dem Namen Lydia Knop-Kath)